# Province de l'Ouest (Zambie)
Pour les articles homonymes, voir Province de l'Ouest.
La province de l'Ouest est une province située à l'ouest de la Zambie, à la frontière avec l'Angola et la Namibie. Le province correspond à l'ancien royaume du Barotseland, patrie du peuple Barotse ou Lozi.
La province s'étend en plein cœur de l’Afrique australe sur plus de 120 000 km2 pour 1 363 520 habitants (recensement de 2022), soit une densité de dix habitants au kilomètre carré. C'est la région la moins développée de Zambie avec en termes d'infrastructures seulement deux routes goudronnées, pas de réseau d'électricité ou d'eau potable en dehors du district de la capitale provinciale de Mongu.
Cette province comprend de vastes espaces de sable du Kalahari mais aussi la plaine inondable Barotse dans les méandres du Haut-Zambèze ; l'agriculture de subsistance sans irrigation est prédominante.
Le Barotseland a déclaré unilatéralement son indépendance le 26 mars 2012, le nouveau gouvernement zambien n'ayant pas respecté l'accord d'autonomie conclut en 1964.
La province est divisée en 7 districts : Kalabo, Kaoma, Lukulu, Mongu, Senanga, Sesheke et Shangombo.
Deux parcs nationaux sont situés en province occidentale : le parc national de la plaine de Liuwa dans le Kalabo et le parc national de Sioma Ngwezi (en) dans le Shangombo.